# Lavardin (Loir-et-Cher)
Lavardin è un comune francese di 217 abitanti situato nel dipartimento del Loir-et-Cher nella regione del Centro-Valle della Loira.

## Società

### Evoluzione demografica
Abitanti censiti